# Kelliher
Kelliher is een plaats (city) in de Amerikaanse staat Minnesota, en valt bestuurlijk gezien onder Beltrami County.

## Demografie
Bij de volkstelling in 2000 werd het aantal inwoners vastgesteld op 294.
In 2006 is het aantal inwoners door het United States Census Bureau geschat op 306, een stijging van 12 (4.1%).

## Geografie
Volgens het United States Census Bureau beslaat de plaats een oppervlakte van
5,6 km², waarvan 5,4 km² land en 0,2 km² water. Kelliher ligt op ongeveer 414 m boven zeeniveau.

## Plaatsen in de nabije omgeving
De onderstaande figuur toont nabijgelegen plaatsen in een straal van 36 km rond Kelliher.